# Fus (unealtă)

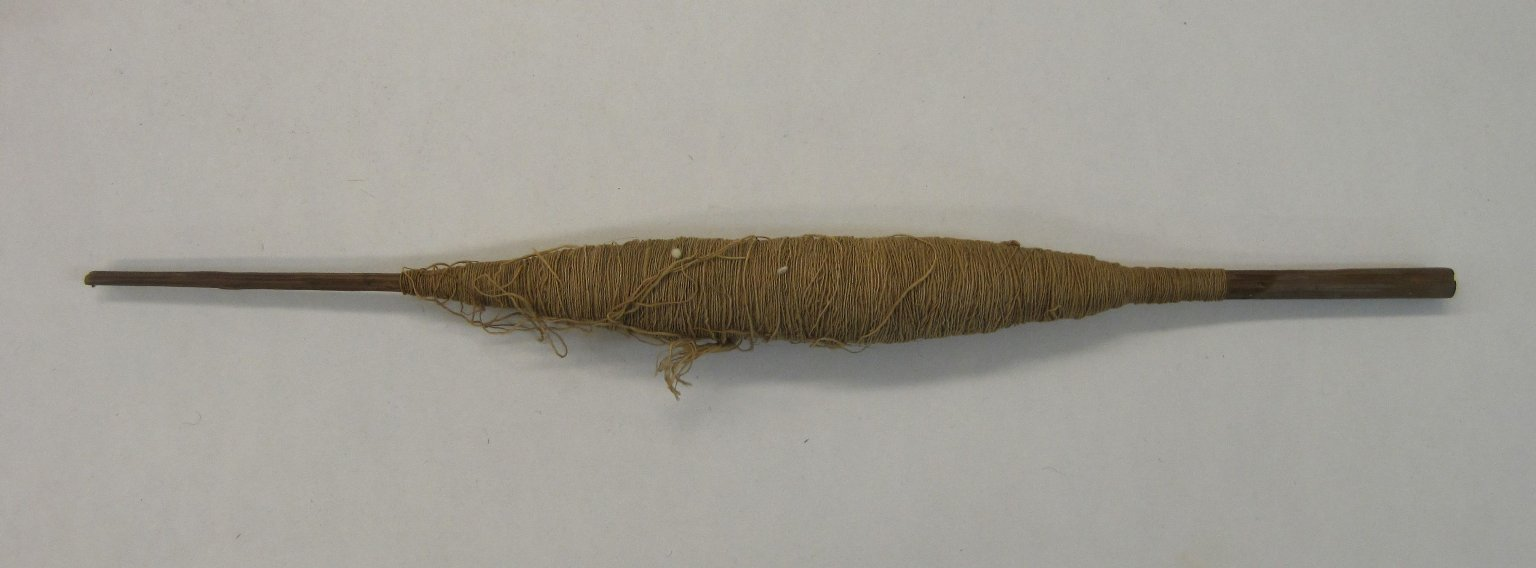
Fus cu fire de bumbac, fără titirez, reprezentând „forma de fus”.

Un fus este o unealtă, de obicei făcută din lemn, folosită pentru tors, răsucirea fibrelor precum lâna, inul, cânepa, bumbacul în fire rezistente. Este adesea ajustat fie în partea de jos, la mijloc sau în partea de sus, de obicei cu o greutate sub formă de disc sau de obiect sferic numit fusaiolă; multe fuse, totuși, sunt fixate pur și simplu prin îngroșarea formei lor în partea de jos (de exemplu fusele Orenburg și cele franceze). Fusul poate avea, de asemenea, un cârlig, o canelură sau o crestătură în partea de sus pentru a ghida firul. Fusele sunt de multe dimensiuni și de greutăți diferite, în funcție de grosimea firului care se dorește tors. Unele sunt acționate manual sau prin intermediul unei roți și sunt esențiale în procesul de prelucrare a materialelor textile.

## Istorie
Originea primului fus din lemn se pierde în istorie, deoarece materialele nu au supraviețuit. Fusele cu titirez datează cel puțin din timpurile neolitice; titireze (ca elemente ale fusului) au fost găsite în săpături arheologice din întreaga lume.
Un fus face parte, de asemenea, din roțile tradiționale de tors, acolo unde este orizontal, cum ar fi la charkha indiană. Și în producția industrială de ață se folosesc și fuse.
Lemnul preferat în mod tradițional pentru fabricarea fuselor a fost cel de Euonymus europaeus (salbă-moale).

## Galerie

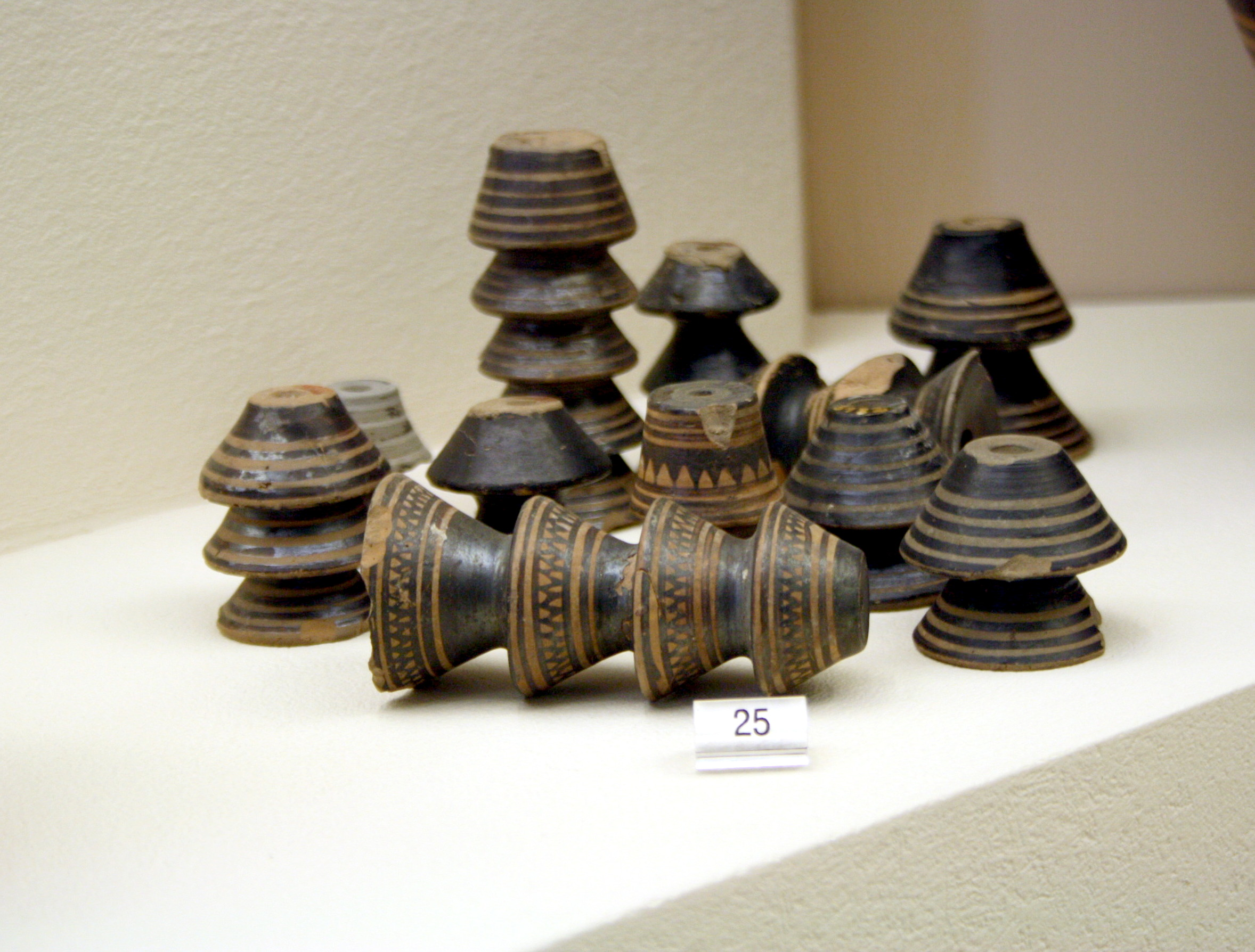
Titireze antice grecești, secolul al X-lea î.Hr., Muzeul de Arheologie Kerameikos, Atena
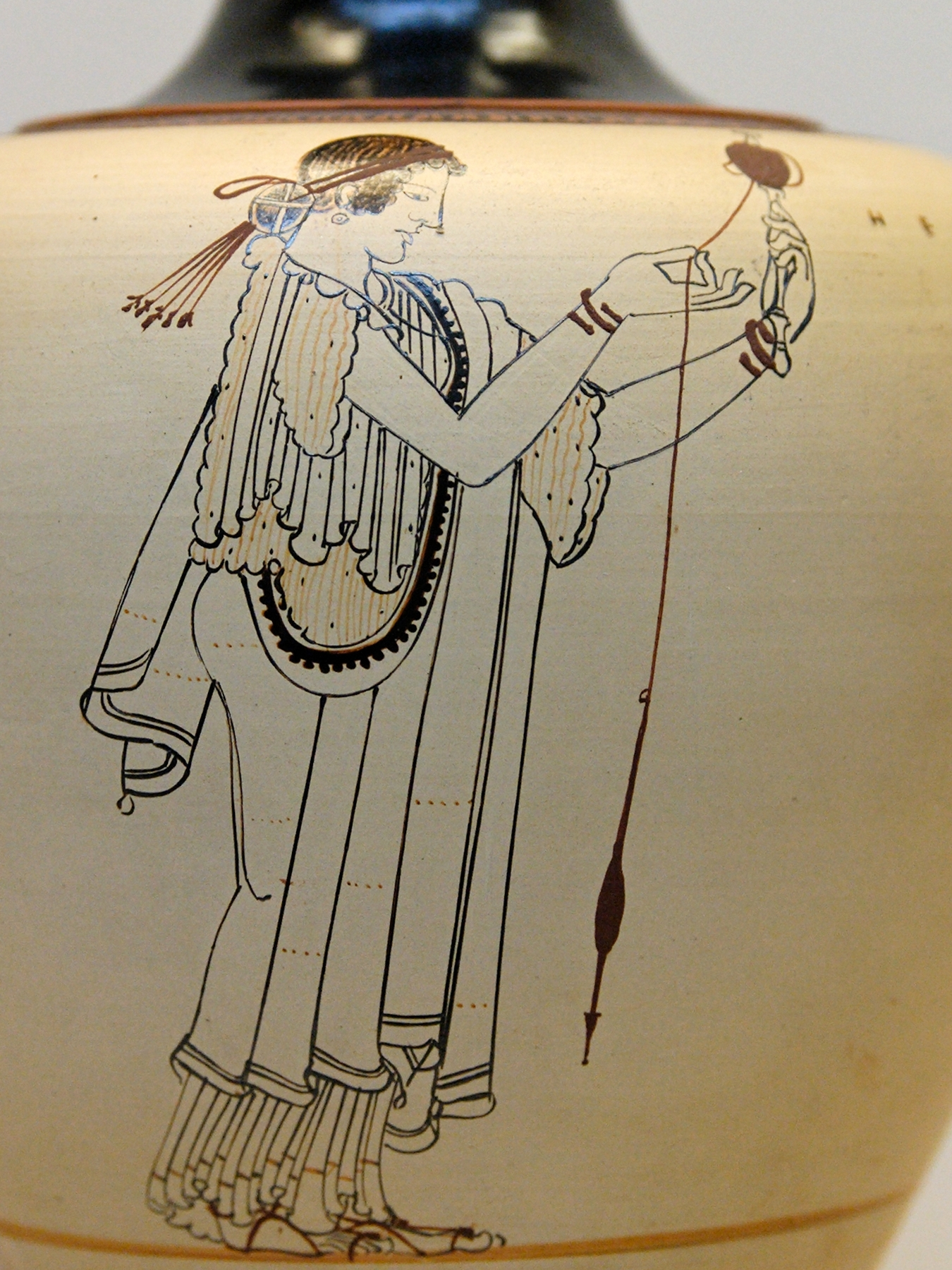
Femeie care toarce. Detaliu dintr-o oinochoe (vas pentru vin) de lut antică greacă, cca. 490 î.Hr., din Locri, Italia. British Museum, Londra.
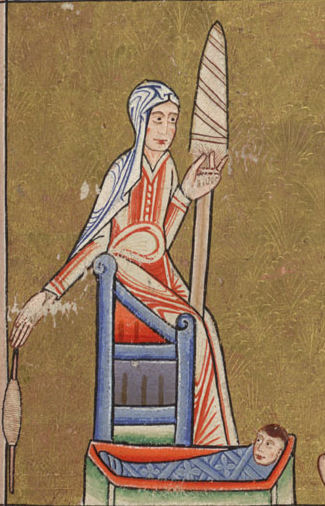
Eva toarce, cu fusul în mâna dreaptă: Psaltirea Hunteriană, cca. 1170 (Glasgow University Library)
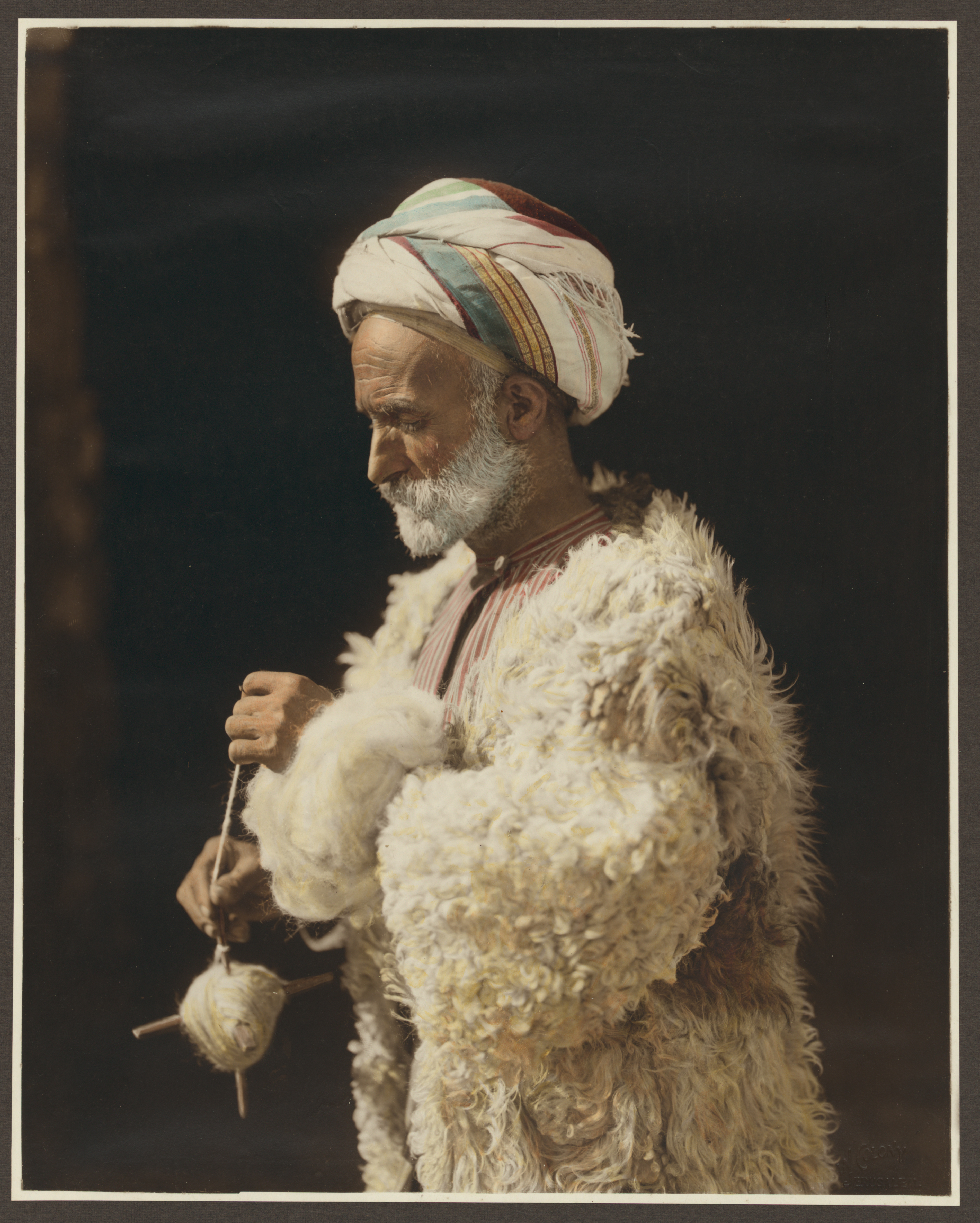
Bărbat din Ramallah care toarce lână
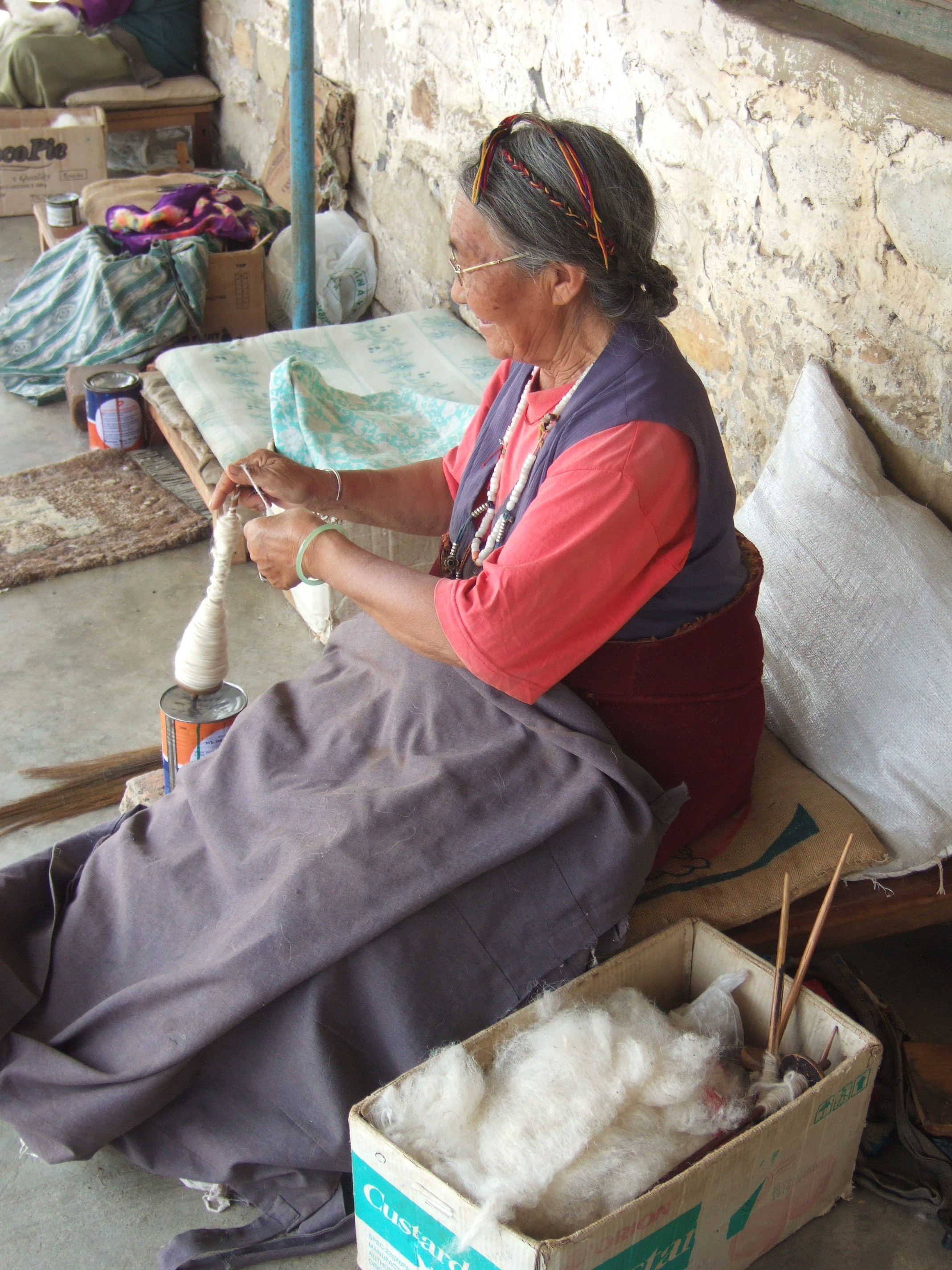
O femeie tibetană care toarce lână în Pokhara, Nepal